# Bob (informatika)
A Bob az informatikában a "Blitter object" rövidítése és az Amiga számítógépek egy - videójátékokban, animációkban használatos - grafikai elemét (Graphical ELement, GEL) jelenti. A hardveres sprite-hoz hasonló grafikai objektum, így képernyőpozícióval, képadatmutatóval (pointer) és ütközéskezeléssel rendelkezik, azonban lényeges különbség, hogy egy bob tetszőleges méretű és színmélységű lehet és sokkal több jelenhet meg egyszerre a képernyőn, ráadásul a bobok sorrendisége és a kitakart háttér mentése/újratöltése is kezelve van. A bobokat az Agnus chip részegysége, a Blitter vezérli, mely nagyméretű grafikus területek gyors mozgatását végzi. A Blitter az Amiga chip memóriájában dolgozik, tehát egy bob képadatának is a chip memóriában kell lennie, hogy a Blitter dolgozni tudjon vele. Ennek okán hívák olykor a chip memóriát - szűkítően - csak grafikus memóriának.

## Adatstruktúra
A bob adatfelépítése C-nyelven a következő:
```
struct
 
Bob

    
{

    
WORD
               
Flags
;
       
/* általános célú kapcsolók (flagek)           */

    
WORD
              
*
SaveBuffer
;
  
/* puffer a háttér mentéséhez                  */

    
WORD
              
*
ImageShadow
;
 
/* képárnyék-maszk                             */

    
struct
 
Bob
        
*
Before
;
      
/* a bob kirajzolása e listán lévő bobok előtt */

    
struct
 
Bob
        
*
After
;
       
/* a bob kirajzolása e listán lévő bobok után  */

    
struct
 
VSprite
    
*
BobVSprite
;
  
/* a bob VSprite definíciója                   */

    
struct
 
AnimComp
   
*
BobComp
;
     
/* mutató a bob AnimComp definíciójára         */

    
struct
 
DBufPacket
 
*
DBuffer
;
     
/* mutató a bob dBuf csomagjára                */

    
BUserStuff
         
BUserExt
;
    
/* felhasználói kiterjesztés a bobhoz          */

    
};

```